# Сяо Синь
Сяо Синь (кит. трад. 小辛, упр. 小欣, пиньинь Xiao Xin) — правитель Китая из династии Шан, младший брат Пань Гэна. Правил около трёх лет.

## Биография
В Записях Великого Историка он был указан Сыма Цянем как двадцатый правитель династии Шан, сменивший своего старшего брата Пань Гэна. Он правил 3 года, получил посмертное имя Сяо Синь, и ему наследовал его младший брат Сяо И.